# Кемп-Верде (Аризона)
Кемп-Верде (англ. Camp Verde) — місто (англ. town) в США, в окрузі Явапай штату Аризона. Населення — 12 147 осіб (2020).

## Географія
Кемп-Верде розташований за координатами 34°34′10″ пн. ш. 111°51′25″ зх. д. / 34.56944° пн. ш. 111.85694° зх. д. (34.569405, -111.857014).  За даними Бюро перепису населення США в 2010 році місто мало площу 111,77 км², з яких 111,74 км² — суходіл та 0,03 км² — водойми.

## Демографія
Згідно з переписом 2010 року, у місті мешкали 10 873 особи в 4088 домогосподарствах у складі 2787 родин. Густота населення становила 97 осіб/км².  Було 4726 помешкань (42/км²).
Расовий склад населення:
| - 81,7 % — білих - 7,2 % — корінних американців - 0,5 % — чорних або афроамериканців - 0,4 % — азіатів - 0,1 % — вихідців з тихоокеанських островів - 5,9 % — осіб інших рас |

До двох чи більше рас належало 4,1 %. Частка іспаномовних становила 16,4 % від усіх жителів.
За віковим діапазоном населення розподілялося таким чином: 22,3 % — особи молодші 18 років, 57,9 % — особи у віці 18—64 років, 19,8 % — особи у віці 65 років та старші. Медіана віку мешканця становила 44,0 року. На 100 осіб жіночої статі у місті припадало 105,3 чоловіків;  на 100 жінок у віці від 18 років та старших — 104,3 чоловіків також старших 18 років.
Середній дохід на одне домашнє господарство  становив 44 230 доларів США (медіана — 32 957), а середній дохід на одну сім'ю — 52 054 долари (медіана — 39 097). Медіана доходів становила 34 171 долар для чоловіків та 30 375 доларів для жінок. За межею бідності перебувало 25,4 % осіб, у тому числі 22,3 % дітей у віці до 18 років та 11,7 % осіб у віці 65 років та старших.
Цивільне працевлаштоване населення становило 3955 осіб. Основні галузі зайнятості: освіта, охорона здоров'я та соціальна допомога — 22,6 %, роздрібна торгівля — 17,6 %, мистецтво, розваги та відпочинок — 11,4 %, науковці, спеціалісти, менеджери — 8,2 %.